# Dalmau de Banyuls
Dalmau ou Dalmace Ier de Banyuls (+ 1345) est un noble catalan du Moyen Âge, originaire de Banyuls-dels-Aspres, d'abord gouverneur et capitaine-général de Ferrare de 1309 à 1313, puis condottiere au service de la république de Venise, conseiller du roi Sanche de Majorque, lieutenant puis chancelier du roi à Majorque, seigneur de Banyuls-dels-Aspres et de Saint-Jean-Lasseille.

## Biographie
Il est le fils de Ramon de Banyuls, seigneur de Banyuls auquel il succède, et est comme lui chevalier.
En 1304, Robert d'Anjou, roi de Naples épouse en secondes noces Sancha de Aragón, infante de Majorque, fille de Jacques II de Majorque, roi de Majorque et comte de Roussillon.
Dalmau de Banyuls fait partie des chevaliers roussillonnais accompagnant la fille de leur souverain et envoyés au service de son nouveau gendre.
Il se distingue en 1306 lorsque Robert d'Anjou choisit de soutenir les Guelfes de Florence contre les Gibelins.
Avec Diego de Larrat, il se rend ensuite de Bologne à Ferrare en septembre 1307 pour porter secours à Azzo VIII d’Este. Après avoir participé à l’expédition contre Serravalle et être entré au service de Bologne, il séjourne à Ferrare où il sait si bien se gagner la confiance des nonces du Pape lors de la guerre entre Ferrare et Venise pour le contrôle de la ville en 1308 et 1309 que ceux-ci lui confient en retour la direction de leurs troupes et la garde de la cité avec les titres de gouverneur et de capitaine général, fonctions qu’il exerce de 1309 à 1313.
Le 23 août 1312, le marquis Francesco d’Este est tué par les Catalans. Soupçonné un temps, Dalmau de Banyuls préfère pour sa sûreté négocier avec Venise qu’il avait combattu auparavant. Il est enrôlé avec ses hommes au service de la Cité des Doges qui lui accorde sa citoyenneté, à charge pour lui de soumettre Zadar, sa colonie inssoumise, avec mille cavaliers et quinze cents fantassins armés, sans compter les écuyers, moyennant une somme de quarante mille ducats, dont quinze mille payés comptant. Il donne en caution son frère Ramon, son frère naturel Pere et son parent Pere Capdebou ; en cas d’échec, il doit demeurer au service de Venise.
Il quitte Ferrare vers la fin d’avril 1313 et se montre fidèle à sa patrie d’adoption durant les trois premiers mois de siège. Comme parvenu à la mi-août ayant dû envoyer des émissaires à Venise réclamer l’argent qu’on lui devait, mais n’ayant rien reçu en retour et d’autre part ne possédant même plus les vaisseaux qui l’avaient porté sur les côtes de Dalmatie, le gouverneur de Croatie Maladina et lui jugent opportun d’entamer secrètement des pourparlers, si bien que le 1er septembre 1313, au moment de passer à l’assaut des murailles de Zadar, les portes de la ville s’ouvrent subitement sans coup férir.
Dalmau de Banyuls est alors sans ressource et accusé de trahison. Il se pose alors en arbitre pour aboutir à une trêve entre Zadar et Venise. Des soupçons s’élevant entre les deux camps adverses, il préfère embarquer de nuit avec ses hommes.
Tandis qu’il fait voile vers La Polla pour se remettre au service de Robert d’Anjou, roi de Naples, une violente tempête réduit ses projets à néant. On perd alors sa trace pendant quatre ans.
En 1317 il est en vue à la cour de Sanche 1er. Il fait partie du Conseil du souverain, et figure d'ailleurs en tant que "Conseiller" dans un acte de reconnaissance que fait Bertrand de Saint-Marsal pour son château de Montner.
En 1318, Sanche de Majorque lui confie une mission importante auprès de Jacques II d’Aragon au sujet de sa succession.
De 1320 à 1322, il est lieutenant du Roi à Majorque.
À la mort du roi Sanche de Majorque en 1324, il ne tarde pas à se voir confier par Jacques II, roi d’Aragon, la charge de chancelier du royaume de Majorque.
Il entre dans la conjuration qui s’oppose à la régence de Philippe de Majorque et devient un des chefs de l’insurrection tenant la ville de Perpignan.
En décembre 1325, il se rend en ambassade à Avignon avec son frère Grimald, abbé de Saint-Michel-de-Cuxa, Amalric II, vicomte de Narbonne, Bernat Ebrun et Ghilem Roig, pour demander au pape Jean XXII de ne pas accorder la dispense nécessaire au mariage de Constance d’Aragon, petite-fille de Jacques II, avec le jeune roi de Majorque, sans avoir bien examiné les clauses du contrat négocié par Philippe de Majorque. Dès le mois de janvier 1326, lorsque les infants Alphonse d’Aragon et Philippe de Majorque entreprennent leur expédition contre les rebelles et entrent victorieux à Perpignan, Dalmau de Banyuls et son frère Grimau sont gravement compromis.
En mars 1326, il est exclu avec douze autres révoltés de l’amnistie accordée par le régent Philippe aux Perpignanais révoltés. Il se voit alors emprisonné au château du Boulou avec la promesse qu’un pardon lui soit signifié après quelques jours de détention. Le viguier du Roussillon décide de l’enfermer dans une geôle plus dure au château de Montesquieu. Dalmau de Banyuls s’évade, s'exilant en Catalogne puis et se réfugiant à la Curie alors en Avignon.
Le prince Philippe réussit cependant à prendre le contrôle de la situation et Dalmau est contraint à l'exil, d'abord en Catalogne, puis à la cour papale d'Avignon. Grâce à l'intervention de son ami, le cardinal de Pellegrue, qu'il a connu en Italie légat du Pape lorsqu'il était capitaine général de Ferrare, il réussit à se faire pardonner et à rentrer en grâce auprès du régent Philippe de Majorque.
À sa majorité, Jacques II donne sa confiance à Dalmau de Banyuls qu’il rétablit dans la charge de lieutenant du Royaume.
Il lui concède le 12 janvier 1339 ainsi qu’à ses descendants la haute justice sur Saint-Jean-Lasseille. Une cérémonie de prise de possession a lieu appliquant la Charte Royale durant laquelle il fait planter des fourches patibulaires pour marquer cette prise de droit.
Il disparaît de la scène politique en 1340
En 1344 le royaume de Majorque tombe aux mains du roi d'Aragon. À partir de cette date Dalmace 1er disparaît des archives.
Il meurt en 1345.

## Postérité
Dalmace 1er de Banyuls a épousé Francesca de Bellcastel (Françoise). Le 25 février 1346, celle-ci deviendra officiellement la tutrice de ses enfants:
1. Dalmace II (ou Dalmau) de Banyuls
2. Raymond IV (ou Ramon) de Banyuls, qui épouse la fille de Ramon Çarocha, laquelle lui apport en dot la baronnie de Çarocha[4], soit le fief de Nyer. Leur fils, Berenguer de Banyuls y Çarocha mourant sans postérité en 1375 laissera le fief de Nyer à Dalmace II de Banyuls.

## Armoiries
| Figure                          | Blasonnement |
| Armes de Dalmace Ier de Banyuls | Armes de Dalmace Ier de Banyuls Fascé d'argent et de sable; timbre: casque de baron; supports: Deux chimères affrontées à la tête de bouc, aux ailes de dragons déployées, au corps de sirène; cimier: Chauve-souris aux ailes étendues et posée de front; terrasse: Lévrier passant. |

## Sources
- Maria Teresa Ferrer i Mallol, La circulation des élites militaires : les chefs de guerre catalans en Italie au XIVe siècle
- Histoire de la maison des chevaliers de Banyuls, barons de Nyer, marquis de Montferré, seigneurs de La Rocha, Porcinyans, Fornols, Puig, Réal, Odeillo, Leca, Millepetit 1132-1922, par M. l'abbé Jean Capeille, curé à Banyuls-dels-Aspres
- Histoire du Roussillon, Paris, tome 1, p. 506, (APO B15, 139), 1928, éditions Champion (4e série, p. 32-34), et Notices généalogiques, par Henry, baron de Woelmont de Brumagne
- Histoire du Roussillon et Œuvres posthumes de Jean de Gazanyola, augmenté des notes recueillies et classées par Clément de Lacroix.
- La Maison de Banyuls de Montferré et les Familles Alliées de Marie-Suzanne Pollet, tome I et tome II
- Article de l'Encyclopédie Catalane